# Limnorea
Limnorea (en grec antic Λιμνώρεια) va ser, segons la mitologia grega, una de les cinquanta Nereides, filla de Nereu, un déu marí fill de Pontos, i de Doris, una nimfa filla d'Oceà i de Tetis. Tenia un únic germà, Nèrites.
La mencionen Homer, Apol·lodor i Gai Juli Higí. El seu nom significa «la nereida de les salines».
Homer diu que va ser una de les trenta-dues nereides que van pujar des del fons de l'oceà per arribar a les platges de Troia i plorar, juntament amb Tetis, la futura mort d'Aquil·les